# Chi Cổ quả
Chi Cổ quả, danh pháp khoa học Trachelospermum, là chi thực vật có hoa trong họ Apocynaceae.

## Hình ảnh

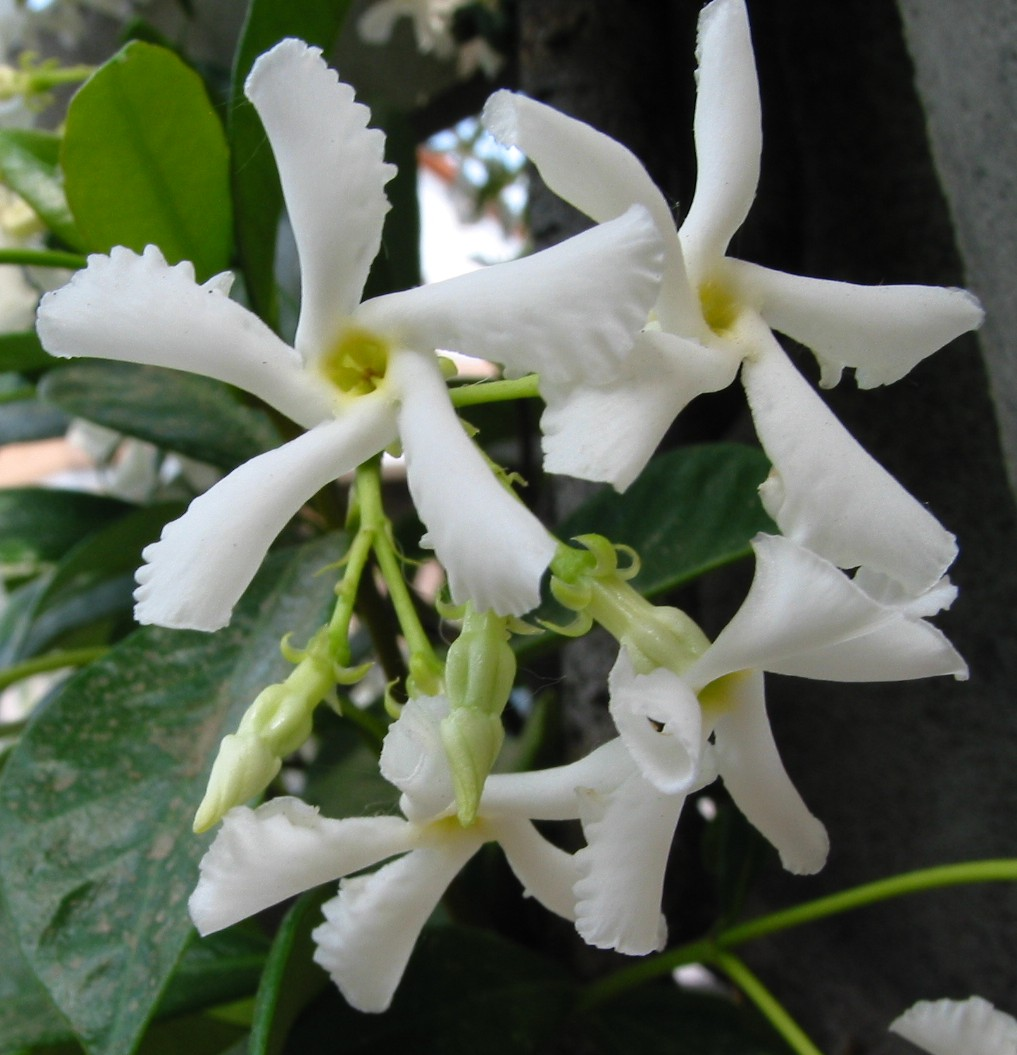
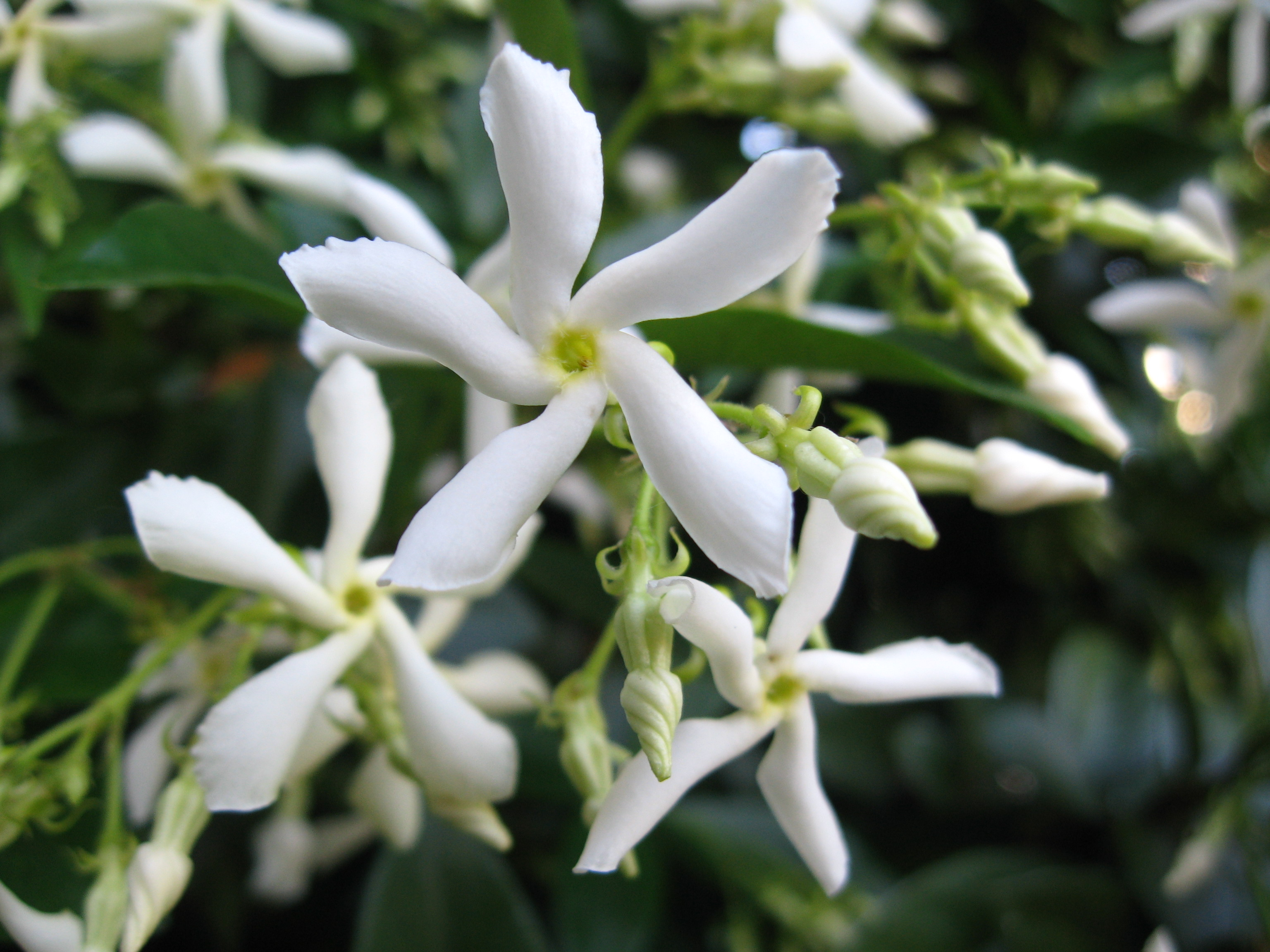
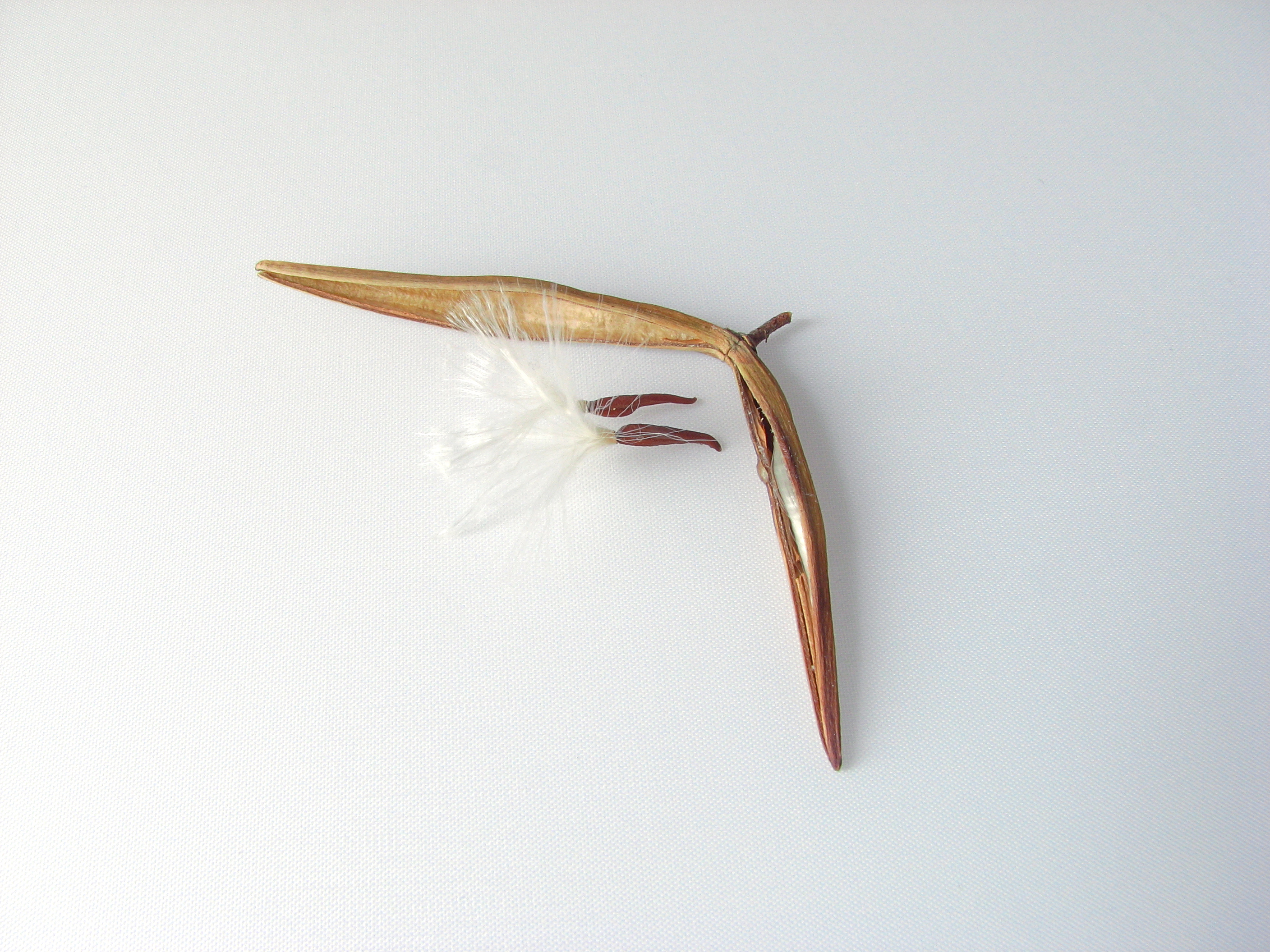

## Danh sách loài
- Trachelospermum asiaticum
- Trachelospermum assamense
- Trachelospermum axillare
- Trachelospermum bodinieri
- Trachelospermum brevistylum
- Trachelospermum dunnii
- Trachelospermum inflatum
- Trachelospermum jasminoides
- Trachelospermum lucidum
- Trachelospermum ninhii
- Trachelospermum vanoverberghii